# Mord in Wien – Der letzte Bissen
Mord in Wien – Der letzte Bissen ist ein österreichischer Fernsehfilm aus dem Jahr 2025 mit Caroline Frank und August Wittgenstein, der unter der Regie von Sabine Derflinger nach einem Drehbuch von Horst Günther Fiedler entstand. Dies ist der erste Film der Reihe Mord in Wien.

## Handlung
Der Chef der Sonderabteilung gegen organisierte Kriminalität Robert Ehrlacher und der Verfassungsschutzbeamte Peter März werden mit Kopfschüssen ermordet in einer Jagdhütte im Wienerwald aufgefunden. Innenministerin Maria Kerber bildet daraufhin ein Ermittlungsteam bestehend aus Oberstleutnant Franziska Malzer aus Wien und Oberstleutnant Carl-Albrecht Nassau aus Salzburg.
Malzer stammt aus einfachen Verhältnissen und hatte ihren Ex-Mann der Steuerhinterziehung überführt. Nassau fährt ein Elektroauto und entstammt einer früheren Adelsfamilie mit Sitz auf Jagdgut Karnstein in Salzburg und stünde in der Thronfolge der Habsburger zwischen Platz 19 und 23, wenn der Adel, den Malzer als „Kasperlverein“ bezeichnet, nicht abgeschafft worden wäre. Nassaus Vater Carl-Otto ist gegen seine Tätigkeit bei der Polizei. Nach einem Streit mit seinem Vater hatte Carl-Albrecht den Mädchennamen seiner Mutter aus Belgien angenommen. Marie-Sophie Nassau ist die Schwester von Carl-Albrecht, Franziska lebt zusammen mit ihrer Schwester Ingeborg im Gemeindebau. Mia ist Franziskas Enkelin, deren Mutter Johanna vor vier Jahren bei einem Unfall ums Leben gekommen ist.
Mit Unterstützung der IT-Spezialistin Leutnant Judith Zimmel sollen Malzer und Nassau herausfinden, worin die beiden Opfer verstrickt waren, nachdem diese gezielt in eine Falle gelockt wurden. Nassau erschießt bei der Durchsuchung von Ehrlachers Wohnung einen Angreifer, der die Tätowierung einer Mafia-Organisation trägt, von der eigentlich angenommen wurde, dass sie zerschlagen wurde. Gerichtsmedizinerin Evelyn Rauch-Wollinger findet diese Tätowierung auch bei der Obduktion der beiden Opfer. Bei dem Einbrecher Georg Landauer handelt es sich nicht um den Mörder von Ehrlacher und März, weil er für die Tatzeit ein Alibi hatte.
Parallel zu den Ermittlungen von Malzer und Nassau versuchen auch der Verfassungsschützer Mag. René Horvath und dessen Assistent Richard Krammer, den Fall an sich zu ziehen. Landauer war als Staplerfahrer bei der chemischen Großhandelsfirma Glasa der Brüder Alexander, genannt das Hirn, und Nikolaus Fischer, genannt die Faust, ursprünglich aus St. Petersburg, im 11. Wiener Gemeindebezirk beschäftigt. Irina ist die Empfangsdame bei Glasa und hat mit Nikolaus Fischer eine Beziehung.
Im Archiv der Internen findet Malzer die Unterlagen zur Operation Ganymed, einem konzentrierten Schlag gegen die organisierte Kriminalität in Ostösterreich vor elf Jahren. Malzer war damals selbst mit dabei, ebenso Ehrlacher und März. Die beiden hatten ein auffällig hohes Einkommen. Ehrlacher hatte seiner Frau Karin erzählt, dass dieses aus Investments mit Krypto-Währungen stammt. Die Ermittler vermuten allerdings, dass sie von den Brüdern Fischer bezahlt wurden, damit sie ungestört ihren kriminellen Aktivitäten nachgehen konnten.
Horvath erzählt seinem Assistenten Krammer, dass er sich bedroht fühlt und ihn irgendjemand umbringen möchte. Auf einem alten Foto aus Ehrlachers Album sind März und Horvath bei der gemeinsamen Jagd abgebildet. Auch Polizeipräsident Ernst Fiala war Mitglied der Jagdgesellschaft. Peter März war mit Irina von der Firma Glasa liiert. Neben den tödlichen Schüssen wurden März und Ehrlacher auch mit Pfeilen einer Armbrust beschossen, die von der Firma der Brüder Fischer importiert wurde.
Mia erhält vor der Schule von einem Fremden mit Locken einen Drohbrief für Franziska. Carl-Albrecht bringt darauf Ingeborg und Mia auf das Schloss seiner Familie nach Salzburg. Allerdings werden sie dort von den Brüdern Fischer und Irina ausfindig gemacht; die drei werden bei einem Schusswechsel getötet. Schließlich wird auch Horvath erschossen aufgefunden, bei ihm werden eine Armbrust, Ehrlachers Computer sowie ein Abschiedsbrief mit einem Geständnis gefunden, wonach März und Ehrlacher von den Fischers gut bezahlt wurden und der Verfassungsschutz weggeschaut hat.
Im Wundkanal von Horvath findet Gerichtsmedizinerin Evelyn Rauch-Wollinger Baumwollfasern, die nicht zu einem Suizid passen. Möglicherweise wurde eine Waffe mit einem Handtuch umwickelt, um den Schussknall zu dämpfen. Am Tatort war jedoch kein Handtuch gefunden worden. Die Ermittler finden heraus, dass Horvath, März und Ehrlacher von Oberst Karl Fallböck ausgebildet wurden. Fallböck wollte, dass die drei mit ihren illegalen Aktivitäten aufhören. Diese hatten daraufhin seinen Computer mit Schadsoftware verseucht, bei Fallböck wurden in der Folge tausende Dateien mit Kinderpornografie gefunden. Er hatte sich daraufhin umgebracht. Leutnant Zimmel ist seine uneheliche Tochter, die Interne hatte seine Unterhaltszahlungen vermerkt. Nachdem Zimmel gesteht, die Morde begangen zu haben, um ihren Vater zu rächen, stürzt sie sich aus dem Fenster in den Tod.

## Produktion und Hintergrund
Die Dreharbeiten fanden an vom 6. Juli bis zum 3. August 2023 in Wien statt. Produziert wurde der Film von der Allegro Film, als Produzenten fungierten Helmut Grasser und Gabi Stefansich. Beteiligt waren der Österreichische Rundfunk und die ARD Degeto. Unterstützt wurde die Produktion von FISA+ und Film in Austria (ABA).
Die Kamera führte Klaus Achter, die Musik schrieben Matthias Weber und Vera Marie Weber, die Montage verantwortete Melanie Schütze und das Casting Nicole Schmied. Das Kostümbild gestaltete Theresa Ebner-Lazek, das Szenenbild Daniel Steinbach, den Ton Wolfgang Wanderer und Thomas Szabolcs und die Maske Evgenia Popova und Heike Sekera.

## Veröffentlichung
Auf ORF ON wurde der Film am 18. April 2025 veröffentlicht, auf ORF 2 wurde dieser am 19. April 2025 erstmals ausgestrahlt.
In der ARD Mediathek wurde der Film am 21. April 2025 veröffentlicht, die Erstausstrahlung im Ersten erfolgte am 24. April 2025.

## Rezeption

### Kritiken
Tilmann P. Gangloff vergab auf tittelbach.tv vier von sechs Sternen. Sehenswert sei der Krimi vor allem wegen der heiteren Szenen mit August Wittgenstein und Caroline Frank als ungleiches Ermittlerduo. Die Story sei gut, das Fortsetzungspotenzial offenkundig.
Oliver Armknecht bewertete den Film auf film-rezensionen.de dagegen mit drei von zehn Punkten. Der Humor sei sehr bemüht, der Kriminalfall dafür langweilig. Trotz eines engagierten Ensembles mache das wenig Lust auf weitere Filme.
Susanne Bald schrieb auf prisma.de, dass es ein großes Vergnügen sei, Nassau und Malzer bei ihrem Spiel mit den Vorurteilen zuzusehen. Malzer sei im Film für den typischen Wiener Grant zuständig. Ihre Geschichten machen die Ermittler zu Menschen und ziemlich sympathisch.

### Quote
Die Erstausstrahlung im ORF am 19. April 2025 wurde von durchschnittlich 566.000 Zuschauern verfolgt, der Marktanteil betrug 28 Prozent.
Am 24. April 2025 sahen die Erstausstrahlung im Ersten 5,73 Millionen Menschen bei einem Marktanteil von 23,4 Prozent.